# Mike Foppen
Mike Foppen (29 de septiembre de 1996) es un deportista de los Países Bajos que compite en atletismo. Ganó una medalla de oro en el Campeonato Europeo de Atletismo por Equipos de 2021, en la prueba de 3000 m.